# Varç (Corresa)
|  | Per a altres significats, vegeu «Vars (Charente)». |

Vars (en francès Vars-sur-Roseix) és un municipi francès al departament de la Corresa (regió del Llemosí).
| 1962                                       | 1968 | 1975 | 1982 | 1990 | 1999 | 2007 |
| ------------------------------------------ | ---- | ---- | ---- | ---- | ---- | ---- |
| 201                                        | 211  | 227  | 257  | 280  | 255  | 295  |
| Des de 1962: població sense dobles comptes |      |      |      |      |      |      |

| Període   | Identitat         | Partit |
| --------- | ----------------- | ------ |
| 1975-1995 | Jean Fanthou      |        |
| 1995-     | Jean-Paul Malaval |        |